# Mick McCarthy
Mick McCarthy (ur. 7 lutego 1959 w Barnsley, w Anglii) – irlandzki piłkarz i trener piłkarski. W latach 1996–2002 był selekcjonerem reprezentacji Irlandii, z którą w 2002 roku dotarł do 1/8 finału mistrzostw świata. Od 2003 do 2006 roku był szkoleniowcem Sunderland AFC. 20 lipca 2006 roku zastąpił Glenna Hoddle'a na stanowisku trenera drugoligowego Wolverhampton Wanderers. W latach 2012–2018 trener Ipswich Town.

## Kariera piłkarska
Mimo iż urodził się w Anglii, to dzięki temu, że jego ojciec był Irlandczykiem mógł grać w reprezentacji Zielonej Wyspy, której koszulkę zakładał 57 razy. W 1990 roku jako jej kapitan osiągnął z nią największy sukces w historii występów na mistrzostwach świata – dotarł z nią do ćwierćfinału. Był obrońcą cenionym za waleczność i bezpardonowy styl gry. Piłkarską karierę zakończył w wieku trzydziestu trzech lat.
W reprezentacji Irlandii od 1984 do 1992 roku rozegrał 57 meczów i strzelił 2 gole – start na Euro 1988 (runda grupowa) oraz Mundialu 1990 (ćwierćfinał).

## Kariera trenerska
Po roku grania w Millwall FC został również trenerem tego klubu. Pracował w nim przez pięć lat, ale nie odniósł większych sukcesów. W sezonie 1995–1996, czyli wtedy, gdy McCarthy opuścił Millwall, drużyna dowodzona już przez Jimmy’ego Nicholla spadła z Premier League.
W 1996 roku zastąpił Jackiego Charltona na stanowisku selekcjonera reprezentacji Irlandii. Awans do dwóch kolejnych turniejów (Mistrzostw Świata 1998 i Euro 2000) prowadzona przez McCarthy’ego drużyna przegrywała w barażach, odpowiednio z Belgią i Turcją. W 2002 roku wreszcie zagrała na Mundialu, do którego awansował także po barażach (z Iranem). Na boiskach Korei i Japonii Irlandczycy wyprzedzili w fazie grupowej mistrza Afryki Kamerun oraz Arabię Saudyjską, ale w drugiej rundzie po wyrównanym meczu przegrali w rzutach karnych z Hiszpanią. McCarthy podał się do dymisji pod koniec 2002 roku, po słabym starcie w eliminacjach do Euro 2004. Pewnym cieniem na udanej sześcioletniej kadencji na stanowisku selekcjonera (68 meczów: 29 zwycięstwa, 19 remisów, 20 porażek) jest usunięcie kapitana drużyny Roya Keane'a z kadry w czasie mistrzostw świata. Według wielu obserwatorów było to znaczne osłabienie zespołu.
Od marca 2003 do maja 2006 roku był trenerem Sunderlandu, z którym w pierwszym sezonie swojej pracy spadł z Premier League. Od rozgrywek 2004–2005 drużyna znów grała w angielskiej ekstraklasie, ale ponownie nie zdołał się w niej utrzymać.
20 lipca 2006 roku zastąpił Glenna Hoddle'a na stanowisku trenera drugoligowego Wolverhampton Wanderers.

## Sukcesy trenerskie
- 1/8 finału Mistrzostw Świata 2002 z reprezentacją Irlandii
- awans do Premiership w sezonie 2004-05 z Sunderlandem
- awans do Premiership w sezonie 2008-09 z Wolverhampton Wanderers